# Myrceugenia ovata
Myrceugenia ovata är en myrtenväxtart som först beskrevs av William Jackson Hooker och George Arnott Walker Arnott, och fick sitt nu gällande namn av Otto Karl Berg. Myrceugenia ovata ingår i släktet Myrceugenia och familjen myrtenväxter.

## Underarter
Arten delas in i följande underarter:
- M. o. acutata
- M. o. nannophylla
- M. o. ovata
- M. o. regnelliana